# الكأس الممتاز الليبي لكرة السلة
الكأس الممتاز الليبي لكرة السلة أو كأس السوبر الليبي لكرة السلة هي بطولة كرة سلة ليبية، يشرف عليها الاتحاد الليبي لكرة السلة منذ إنشائها سنة 2005، وهي تجمع بين بطل الدوري الليبي الممتاز لكرة السلة لكرة القدم وبطل كأس ليبيا لكرة السلة.

## الأبطال
1. النصر: 3 مرات (2007 - 2014 - 2016)
2. الأهلي بنغازي: 3 مرات (2010 - 2022 - 2023)
3. الأهلي طرابلس: 3 مرات (2018 - 2021 - 2024)
4. الشباب العربي: مرتين (2006 - 2009)
5. المروج: مرة واحدة (2005)